# Gustav Strupp
Gustav Strupp, né le 9 juillet 1851 à Dreißigacker (commune rattachée à Meiningen en 1990) et décédé le 4 décembre 1918 à Meiningen, est un important banquier et un homme politique influent. Il est l'un des fondateurs de la Bank für Thüringen (Banque pour la Thuringe) à Meiningen, conseiller financier du duc Georges II de Saxe-Meiningen-Hildburghausen et vice-président du Parlement de Meiningen.

## Biographie
Gustav Strupp nait en 1851 dans une famille juive installée à Dreißigacker. Il est l'ainé de la famille. Celle-ci a fondé dès 1715 à Meiningen l'entreprise commerciale I. M. Strupp, spécialisée dans le commerce de céréales. Rebaptisée B. M. Strupp en 1740, elle y adjoint en 1742 une banque familiale, dont le siège est également à Meiningen. Ses parents Meyer Strupp et Philippine Franck déménagent à Meiningen quand il a dix ans.
À partir de 1857, Gustav fréquente l'école de garçons de Meiningen. Après le déménagement de sa famille, il entre en 1861 au lycée Bernhardinum. Il y obtient l'Abitur en 1868 ainsi que le droit d'étudier dans une université de premier plan après une année supplémentaire au lycée d'Eisenach.
Lorsqu'en 1870 éclate la guerre franco-allemande, Gustav reçoit un ordre de mobilisation, mais est libéré peu après, car les hommes ne sont alors pas obligés de faire leur service militaire avant l'âge de 20 ans. La guerre l'empêche d'abord d'étudier le droit, après quoi il doit se consacrer aux affaires bancaires en raison de la grave maladie de son père. En 1872, il entre à la Bankhaus Molonear à Berlin-Lichterfelde. Lorsque son père Mayer Strupp décède en décembre 1873, Gustav retourne à Meiningen après avoir obtenu un doctorat en droit à l'université Frédéric-Guillaume de Berlin (actuellement Université Humboldt de Berlin) pour 300 marks. Gustav ayant reçu une procuration de son père peu de temps avant sa mort, il va avec son oncle Anselm Strupp et sa mère Ida, diriger la banque B. M. Strupp de Meiningen avec ses succursales à Gotha et Salzungen. Après la mort de son oncle Anselm en 1877, sa veuve Thecla Strupp, née Hirsch le 7 septembre 1833 à Cochem an der Mosel, devient copropriétaire de la banque. Ensemble, ils ouvrent une autre succursale à Hildburghausen.
En 1879, Gustav Strupp épouse Fanny Bloch de dix ans sa cadette, dont le père possède la banque privée Bloch & Co. à Nuremberg. À partir de 1881, Gustav réalise de nouveaux investissements de grande envergure en faisant entrer de nombreuses entreprises à la Bourse de Berlin et en devenant président ou membre de 28 conseils de surveillance grâce aux actions majoritaires. Après le décès de sa mère en 1883 et le départ de sa tante Thecla de l'entreprise en 1885, il continue à diriger la banque privée avec ses frères cadets Meinhold et Louis. Gustav devient rapidement une personnalité importante de l'économie de Meiningen et de Thuringe et est considéré comme l'un des citoyens les plus riches du duché de Saxe-Meiningen. En 1895, il devient président de la Chambre de commerce et d'industrie de Meiningen. Il fait également partie de nombreuses associations et conseils d'administration dans la vie sociale.

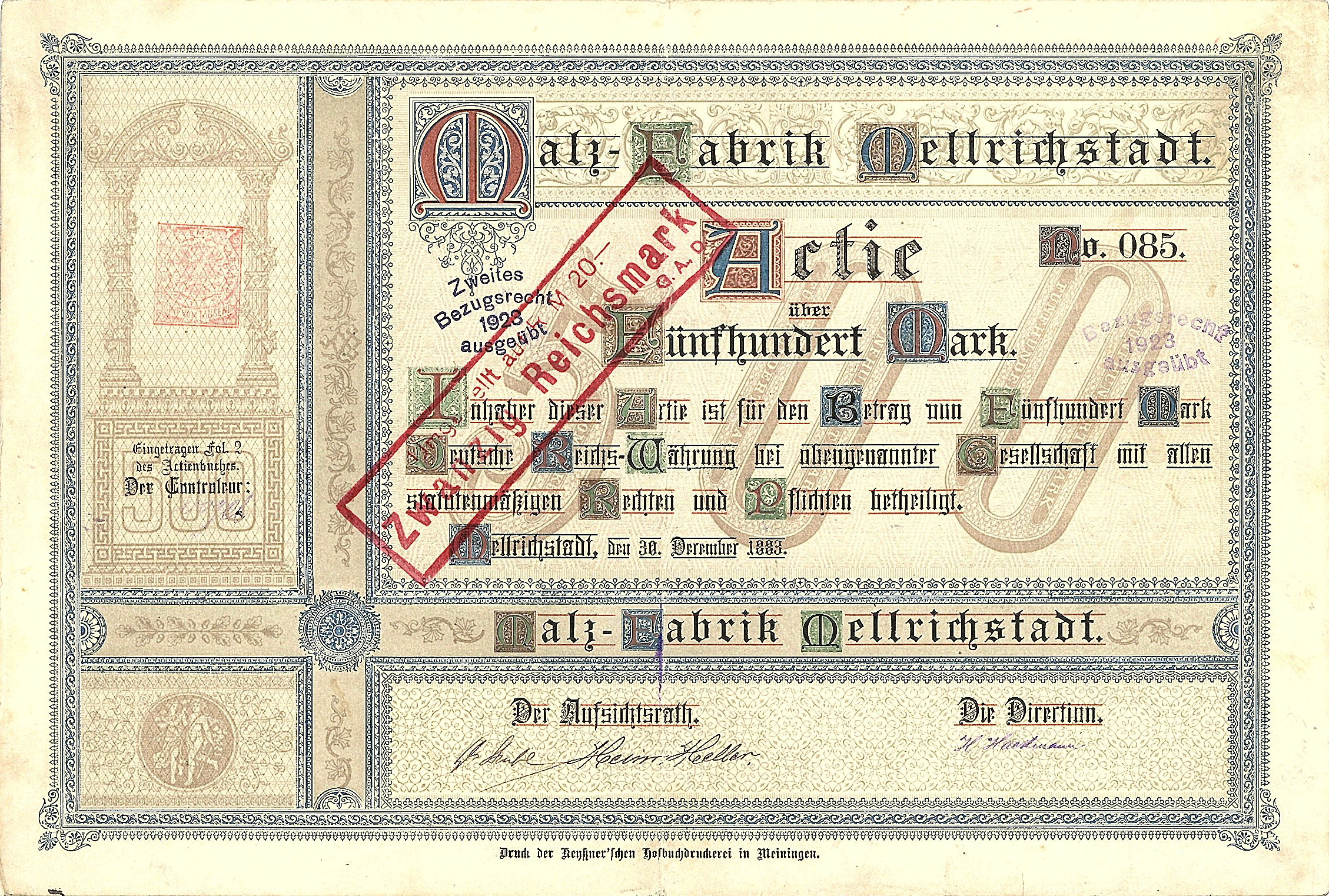
Action fondatrice de la Malz-Fabrik Mellrichstadt de 500 marks, émise le 30 décembre 1883, signée par Gustav Strupp, en tant que président du conseil de surveillance de la société anonyme

Parmi les entreprises que Strupp a transformé en société par actions, on trouve: La  Brauerei Am Kreuzberg à Meiningen (1881), l'usine de malt à Mellrichstadt qui existe existe encore de nos jours sous le nom de Rhön-Malz GmbH Mellrichstadt, les usines sidérurgiques de Munich, la société de charbon Dalmatia à Vienne, les bains de sel et de saumure à Salzungen, la Gothaer Waggonfabrik (construction de matériel roulant ferroviaire) de Gotha, l'Hôtel Sächsischer Hof à Meiningen et la Société Disconto, une des plus grandes sociétés bancaires allemandes à Berlin., et dans l'industrie de la porcelaine, les usines de Hermsdorf en Thuringe (1888), de Rauenstein (1900) et de Selb (1902). Gustav Strupp en profite pour regrouper toutes les usines de porcelaine qu'il dirige pour former le groupe Strupp. En 1914, ses usines de porcelaine emploient plus de 3 500 ouvriers. En 1896, il est nommé citoyen d'honneur de Hermsdorf en raison de ses mérites.
De 1884 jusqu'à sa mort en 1918, Gustav Strupp est le président de la communauté juive de Meiningen, forte en 1871 de 360 membres et en 1925 de 500.
Avec sa femme Fanny, Gustav Strupp crée plusieurs fondations qui profitent à la population la plus pauvre et aux enfants du duché de Saxe-Meiningen. Le couple fait également de nombreux dons pour le bien commun.
En 1897, Strupp est élu au conseil municipal de Meiningen et en 1903 au parlement régional de Saxe-Meiningen, dont il fera partie jusqu'à sa mort. Il siège alors comme représentant du Freisinnige Volkspartei (Parti populaire radical) et occupe le poste de président de la commission des finances. En 1905, Gustav Strupp et ses frères Meinhard Strupp et Louis Strupp transforment la banque privée B. M. Strupp en une société anonyme Bank für Thüringen, qu'il va diriger en tant que président du conseil de surveillance jusqu'en 1918. À Meiningen, l'architecte Karl Behlert construit de 1906 à 1908 un nouveau bâtiment pour la banque dans la Leipziger Straße.

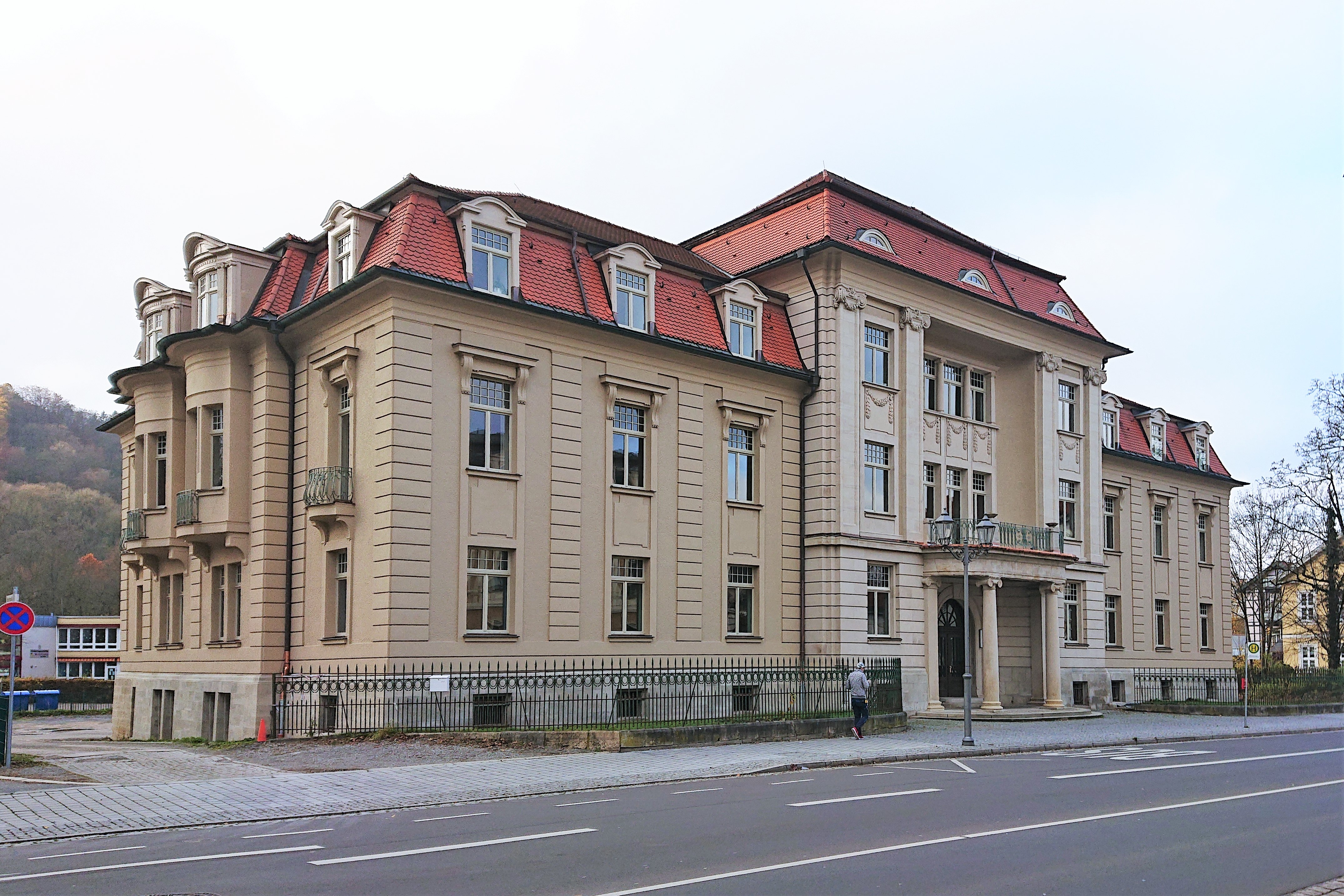
La Villa Strupp

En 1910, Behlert construit pour Strupp un magnifique palais près du théâtre de Meiningen. La villa Strupp sert de siège social pour ses sociétés ainsi que de résidence. Pendant l'époque de la RDA, elle est utilisée comme maison de la culture, puis comme maison bourgeoise. Elle est depuis classée monument historique et est aujourd'hui à nouveau la propriété des héritiers Strupp qui ont accepté de la convertir en école de musique.
Gustav Strupp décède en 1918 et est enterré au cimetière juif de Meiningen.

## Fondations créées par le couple Strupp (liste partielle)
- B.M.Strupp Holz- und Kohlestiftung (Fondation B.M.Strupp pour le bois et le charbon) pour les pauvres, capital: 20 000 marks-or, 1885.
- Strupp Stiftung für Darlehen (Fondation Strupp de prêts) pour les pauvres, capital: 20 000 marks-or, 1889.
- Fanny Strupp Stiftung (Fondation Fanny Strupp) en faveur de l'hôpital Georgenkrankenhaus à Meiningen, capital: 20 000 marks-or, 1904.
- B.M. Strupp Stiftung für Volksbibliotheken (Fondation B.M. Strupp pour les bibliothèques populaires): ouverture annuelle ou extension de deux bibliothèques en Saxe-Meiningen, 1907.
- B.M.Strupp Stiftung für Ortsarme in Dreißigacker (Fondation B.M.Strupp pour les pauvres de Dreißigacker), 1909.
- B.M.Strupp Stiftung für die Kinderheilstätte « Charlottenhall » in Salzungen (Bad Salzungen) (Fondation B.M.Strupp pour le centre de soins pour enfants « Charlottenhall » à Salzungen), 1912.

## Hommages
- 1891: Conseiller commercial du duc Georges II de Saxe-Meiningen
- 1896: Citoyen d'honneur de Hermsdorf
- 1900: Conseiller commercial privé
- 1903: Ordre de la Maison ernestine de Saxe
- 1912: Ordre de la Maison ernestine de Saxe (Croix de Commandeur de IIe classe)
- 1918: Croix du Roi Louis par le roi Louis III de Bavière